# Богоявленский собор (Екатеринбург)
Богоявленский собор — утраченный православный храм в Екатеринбурге, располагавшийся на Кафедральной площади (с 1919 года — площадь 1905 года). Построен в 1771—1774 годах в стиле барокко. С 1833 года — кафедральный собор Екатеринбургского викариатства, с 1885 — Екатеринбургской епархии. Разрушен коммунистами в 1930 году.

## История

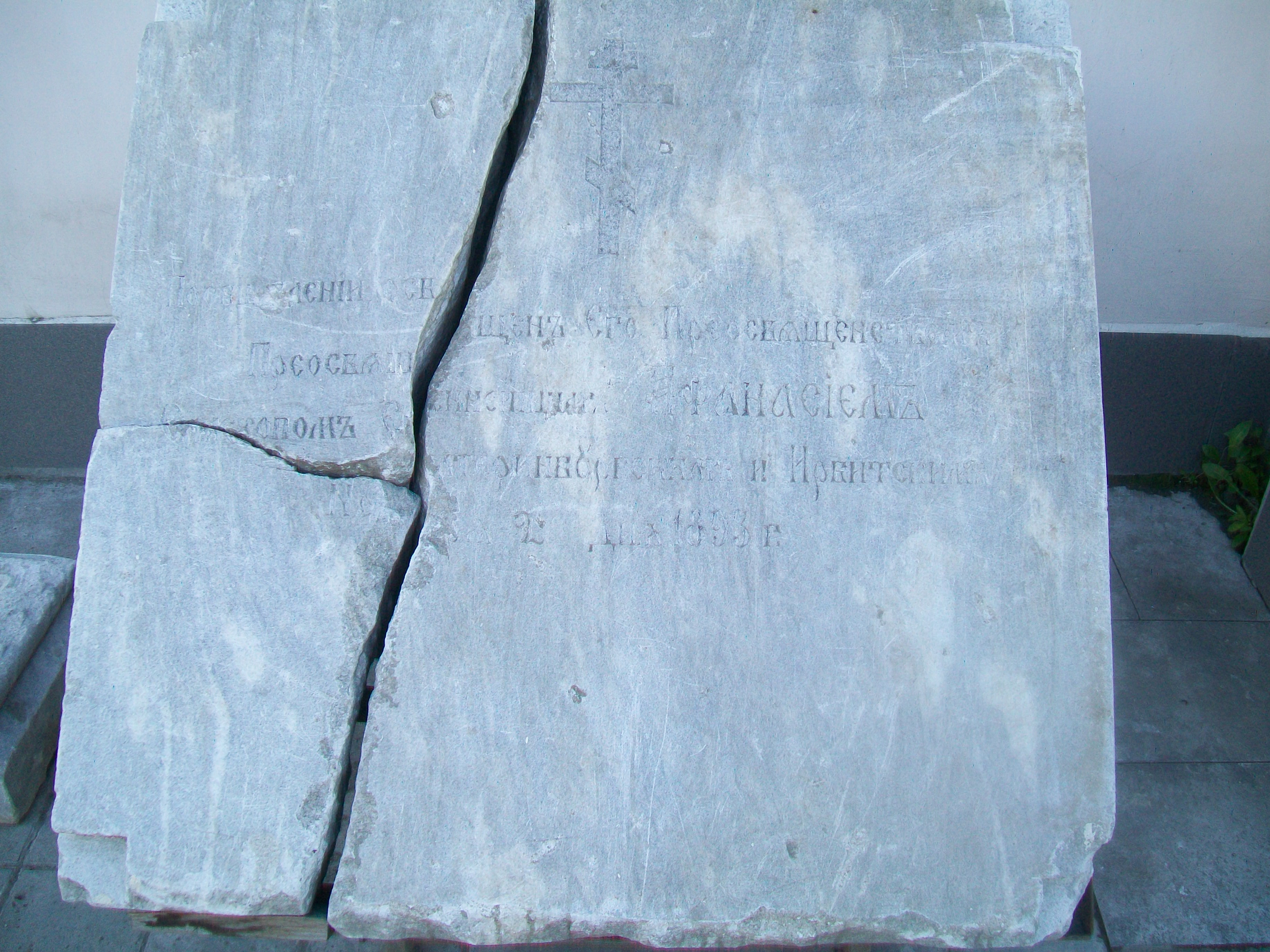
Закладной камень собора, найденный при раскопках. Установлен у храма во имя Святителя Иннокентия Московского в Екатеринбурге

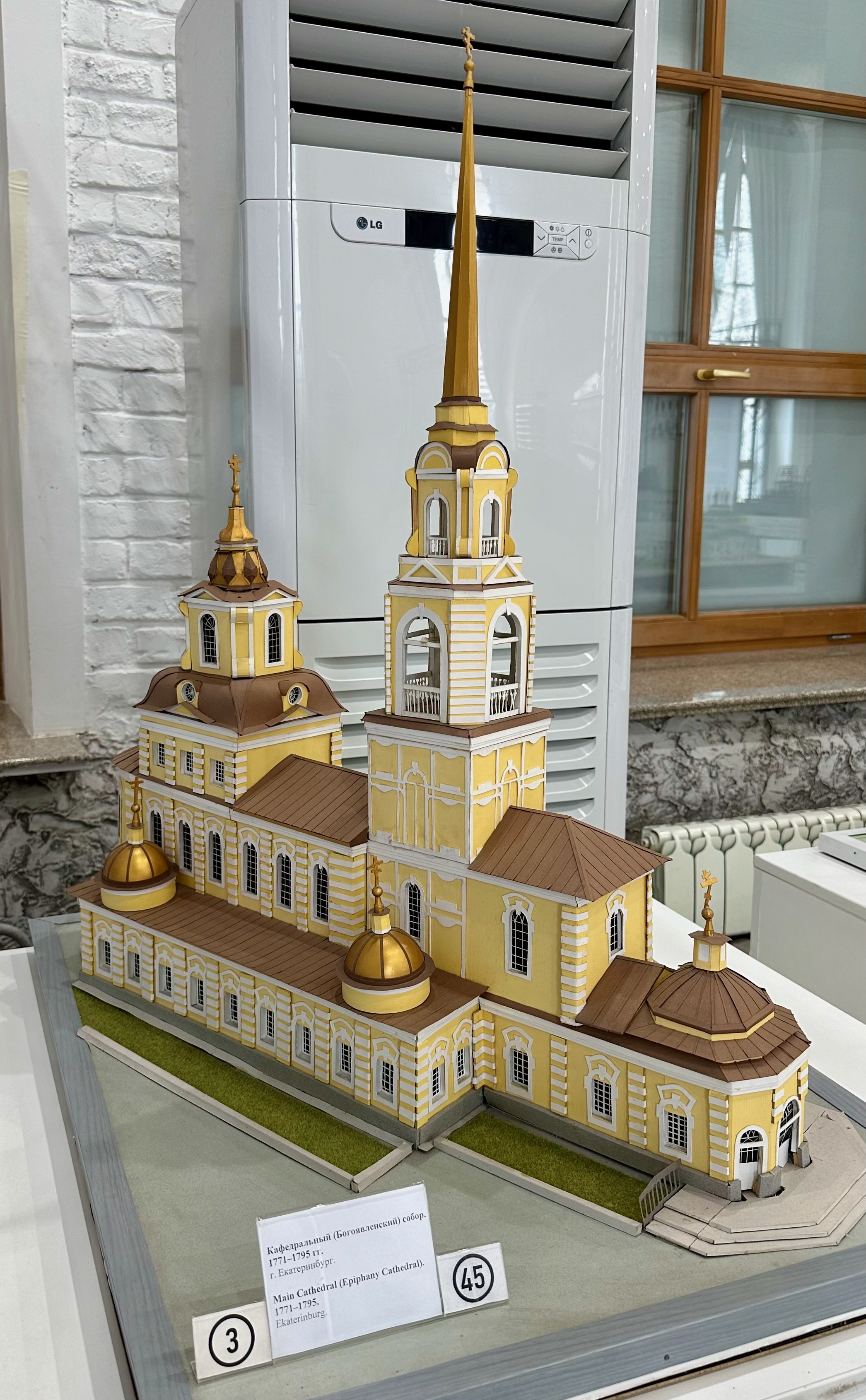
Макет собора в музее УрГАХУ

В 1745 году, чтобы заменить обветшавшую Екатерининскую церковь, на Торговой площади Екатеринбурга была заложена деревянная Богоявленская церковь, строительство которой было завершено к 1747 году. В 1755 году к церкви пристроен придел в честь апостолов Петра и Павла. В 1770 году этот придел был разобран и перенесён на Вознесенскую горку, где был восстановлен в качестве Вознесенской церкви, а на его месте 17 июля 1771 года был заложен каменный 2-этажный собор. 30 марта 1774 года Богоявленский престол на первом этаже был освящён. В 1833 году собор приобрёл статус кафедрального. В 1906 году рядом с храмом был установлен памятник императору Александру II. У собора проходили самые значимые мероприятия в жизни города, крестные ходы, встречи почётных гостей.
В годы Первой мировой войны верхний храм кафедрального собора использовался как полковая церковь 126 запасного пехотного полка.
В январе 1930 года храм был закрыт, а летом того же года — взорван для получения строительного материала.
С конца 2000-х годов руководство Екатеринбургской епархии ставит вопрос о доступе к бывшим на месте собора захоронениям екатеринбургских архиереев, что порождает споры и конфликты с городскими властями[значимость факта?].

## Архитектура
Здание храма было выстроено в характерном для XVIII века стиле барокко. По наблюдениям современников Богоявленский собор отдалённо напоминал Петропавловский собор Санкт-Петербурга. Здание имело в длину 55,5 метров, в ширину 25,6 м, в высоту самого здания 40,5 м, высота 5-ярусной колокольни достигала 66,2 м и около 100 лет (до постройки Большого Златоуста) это было самое высокое архитектурное сооружение в городе. При площади 180 квадратных саженей собор вмещал до 4500 человек. Здание было окрашено в голубые цвета.
На колокольне было 9 колоколов общим весом около 10 тонн. Иконостас главного храма был 3-ярусным, иконостасы всех приделов были 2-ярусными.